# 中华人民共和国第十七届图书交易博览会
中华人民共和国第十七届图书交易博览会，又名第十七届全国书市，于2007年4月25日在重庆南坪国际会展中心开幕。从本届起，全国书市名称正式定为全国图书交易博览会。